# Блінно
Блінно (пол. Blinno) — село в Польщі, у гміні Щутово Серпецького повіту Мазовецького воєводства.
Населення — 190 осіб (2011).
У 1975-1998 роках село належало до Плоцького воєводства.

## Демографія
Демографічна структура станом на 31 березня 2011 року:
|          | Загалом | Допрацездатний вік | Працездатний вік | Постпрацездатний вік |
| -------- | ------- | ------------------ | ---------------- | -------------------- |
| Чоловіки | 90      | 18                 | 57               | 15                   |
| Жінки    | 100     | 16                 | 55               | 29                   |
| Разом    | 190     | 34                 | 112              | 44                   |